# Pastrengo
Pastrengo est une commune italienne d'environ 2 900 habitants située dans la province de Vérone dans la région Vénétie dans le nord-est de l'Italie.

## Administration
| Période                                  | Période | Identité | Étiquette | Qualité |
| ---------------------------------------- | ------- | -------- | --------- | ------- |
|                                          |         |          |           |         |
| Les données manquantes sont à compléter. |         |          |           |         |

### Hameaux
Piovezzano

### Communes limitrophes
Bardolino, Bussolengo, Cavaion Veronese, Lazise, Pescantina, Sant'Ambrogio di Valpolicella

## Personnalités
- Guglielmo da Pastrengo (vers 1305-vers 1366), écrivain, est né à Pastrengo.